# Džemat (osmanska postrojba)
Džemat (tur. cemaat; arap. ğamā‘a: skupina, zajednica), u staroj osmanlijskoj vojsci jedina, jedna od tri skupine janjičarskog odžaka (korpusa).
Kasnije se i kapetanijska vojska vojska u Bosni i Hercegovini dijelila na džemate numerirane arapskim rednim brojevima. Sami su džemati razdijeljeni na ode ili buljuke koji su u istom džematu brojani rednim brojevima na turskom.
Džemati su bili najkrupnije jedinice kapetanijske vojske. Po nekim izvorima jačina im se kretala između 14 i 96 vojnika. Po većim kapetanijama neki vojnički redovi imali su i po 10 džemata, takvi su se odredi zvali džebedžije. Na čelu džemata bio je aga, a njegov zamjenik je ćehaja.